# Schenkenbrunnen (Pfalz)
Koordinaten: 49° 17′ 15″ N, 8° 1′ 59,3″ O
Der Schenkenbrunnen ist eine Quelle im Landkreis Südliche Weinstraße in Rheinland-Pfalz.

## Lage
Die Quelle liegt in der Gemarkung Rhodt auf einer Höhe von 541 m ü. NHN, zwei Kilometer südöstlich des Forsthauses Heldenstein, südwestlich des Kesselbergs und oberhalb Küchentals, dessen nur kurzer Bach in den Modenbach mündet. Die Quelle ist in einen Brunnen gefasst.

## Naturräumliche Zuordnung
Der Schenkenbrunnen gehört zum Naturraum Pfälzerwald, der in der Systematik des von Emil Meynen und Josef Schmithüsen herausgegebenen Handbuches der naturräumlichen Gliederung Deutschlands und seinen Nachfolgepublikationen als Großregion 3. Ordnung klassifiziert wird. Betrachtet man die Binnengliederung des Naturraums, so gehört der Schenkenbrunnen zum östlichsten Teil des Mittleren Pfälzerwalds.
Zusammenfassend folgt die naturräumliche Zuordnung des Moosbrunnens damit folgender Systematik:
1. Großregion 1. Ordnung: Schichtstufenland beiderseits des Oberrheingrabens
2. Großregion 2. Ordnung: Pfälzisch-saarländisches Schichtstufenland
3. Großregion 3. Ordnung: Pfälzerwald
4. Region 4. Ordnung (Haupteinheit): Mittlerer Pfälzerwald
5. Region 5. Ordnung: unbekannt

## Verkehr und Wandern
Zum Forsthaus Heldenstein führen von Weyher die L506 und von Burrweiler die K58 auf die K6 durch das Modenbachtal hinauf zum Forsthaus Heldenstein. Von Edenkoben aus führt die K 6 durch das Edenkobener Tal (Triefenbach), vorbei an der Edenkobener Hütte und Lolosruhe ebenfalls zum Forsthaus. Von dort führt der Wanderweg „grün-gelb“ (Forsthaus Heldenstein-Benderplatz-Kohlplatz) am Aspenkopf vorbei zum Kesselberg. Von der Edenkobener Hütte verläuft der Wanderweg „blau-weiß“ zum Kohlplatz. Vom Parkplatz Lolosruhe zweigt ein unmarkierter Pfad vom Wanderweg „grün-weiß“ (Europäischer Fernwanderweg E8) links Richtung Benderplatz ab. Direkt an der Quelle liegt ein Rastplatz mit überdachten Sitzgelegenheiten. Der Schenkenbrunnen ist vom Wandererparkplatz Lolosruhe und dem Forsthaus Heldenstein sowie dem Edenkobener Tal bei der Edenkobener Hütte (367 m) erreichbar.

## Sonstiges
Die Quelle führt ganzjährig Wasser. Eine Entnahme ist problemlos möglich, allerdings tröpfelt der Auslass im Sommer nur und im Auffangbecken steht das Wasser. Es sind deshalb Schwebstoffe enthalten.